# Tufiș rostogolitor

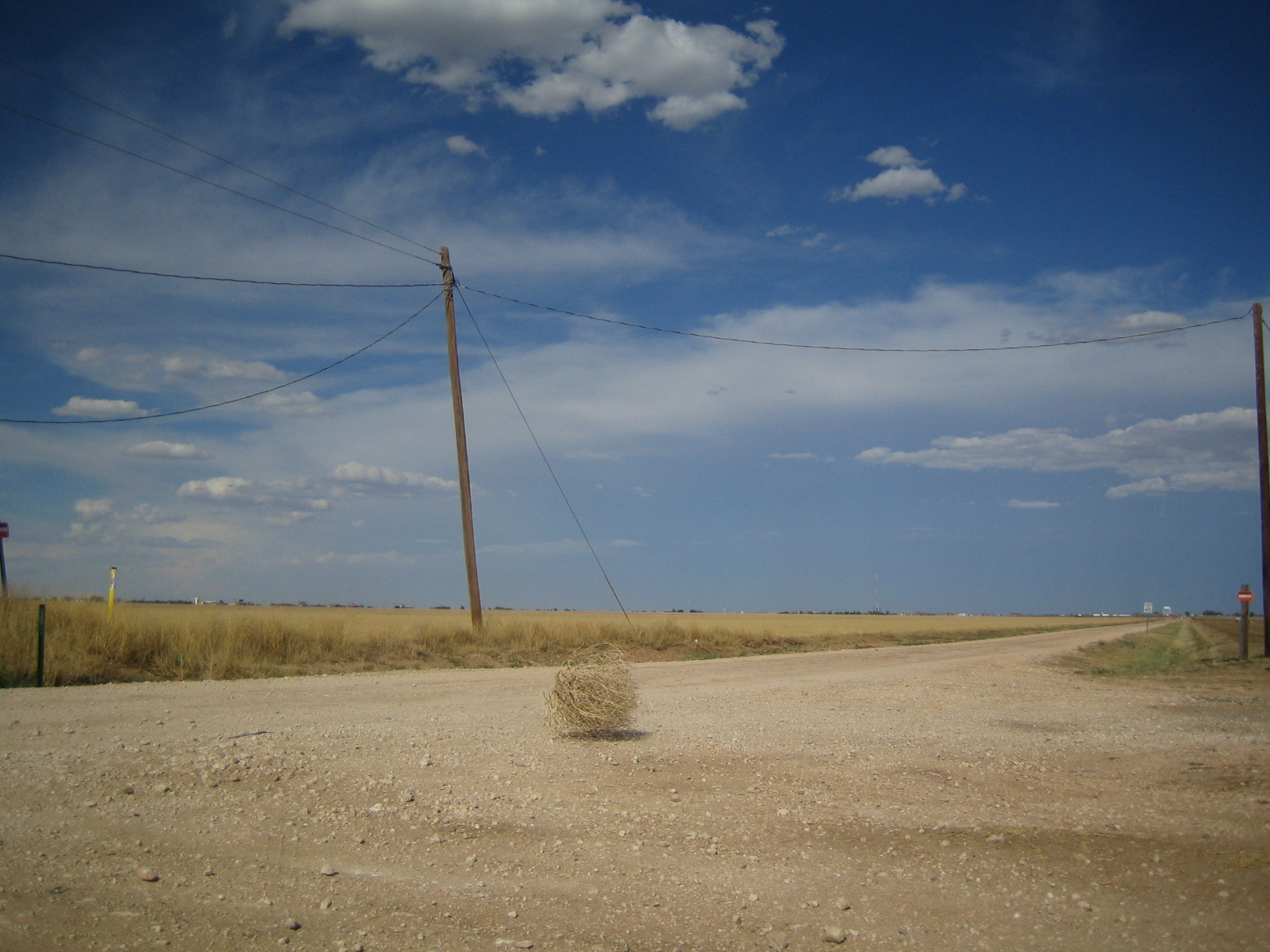
Un tufiș rostogolitor.

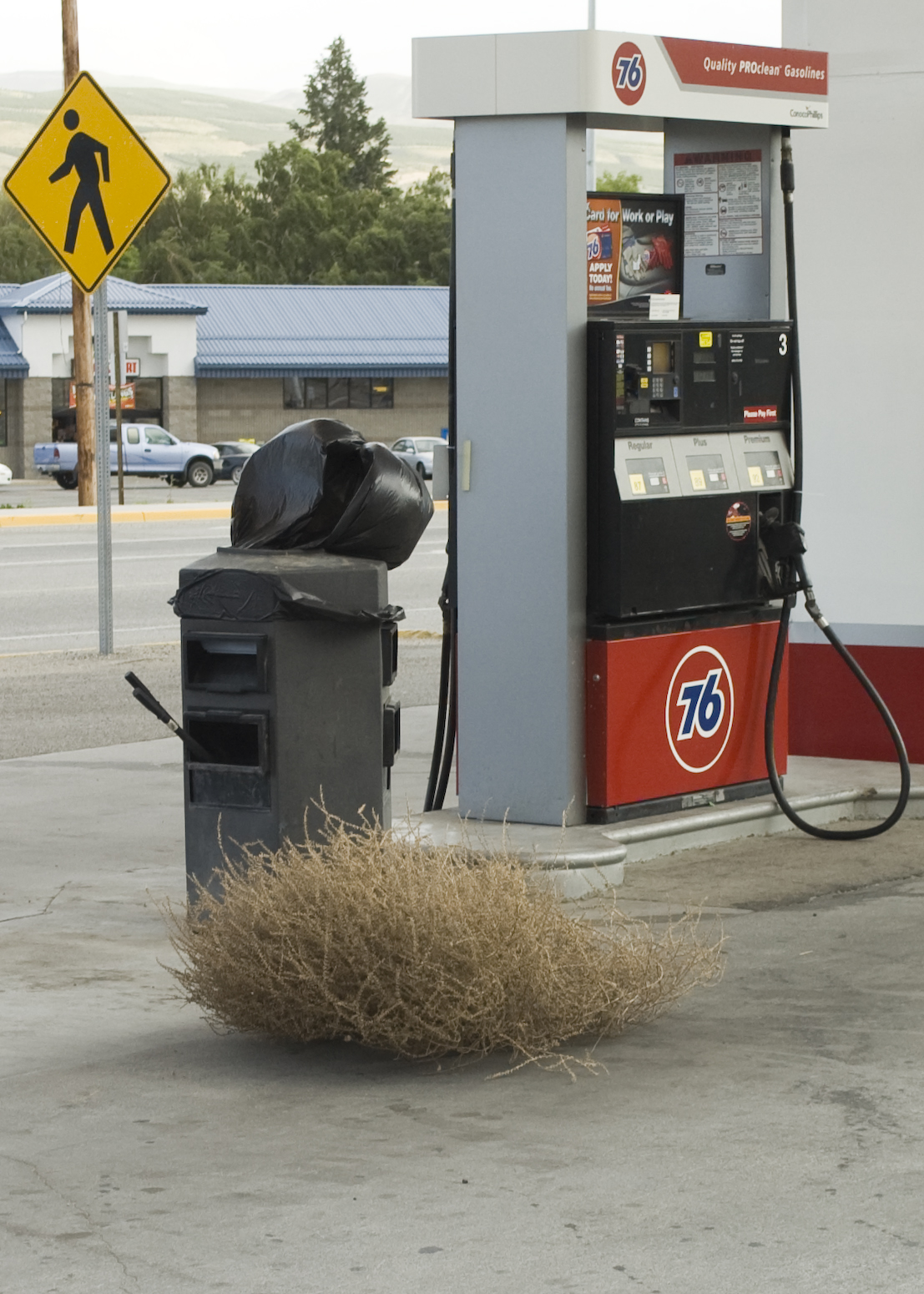
Un tufiș rostogolitor în Chelan, Washington.

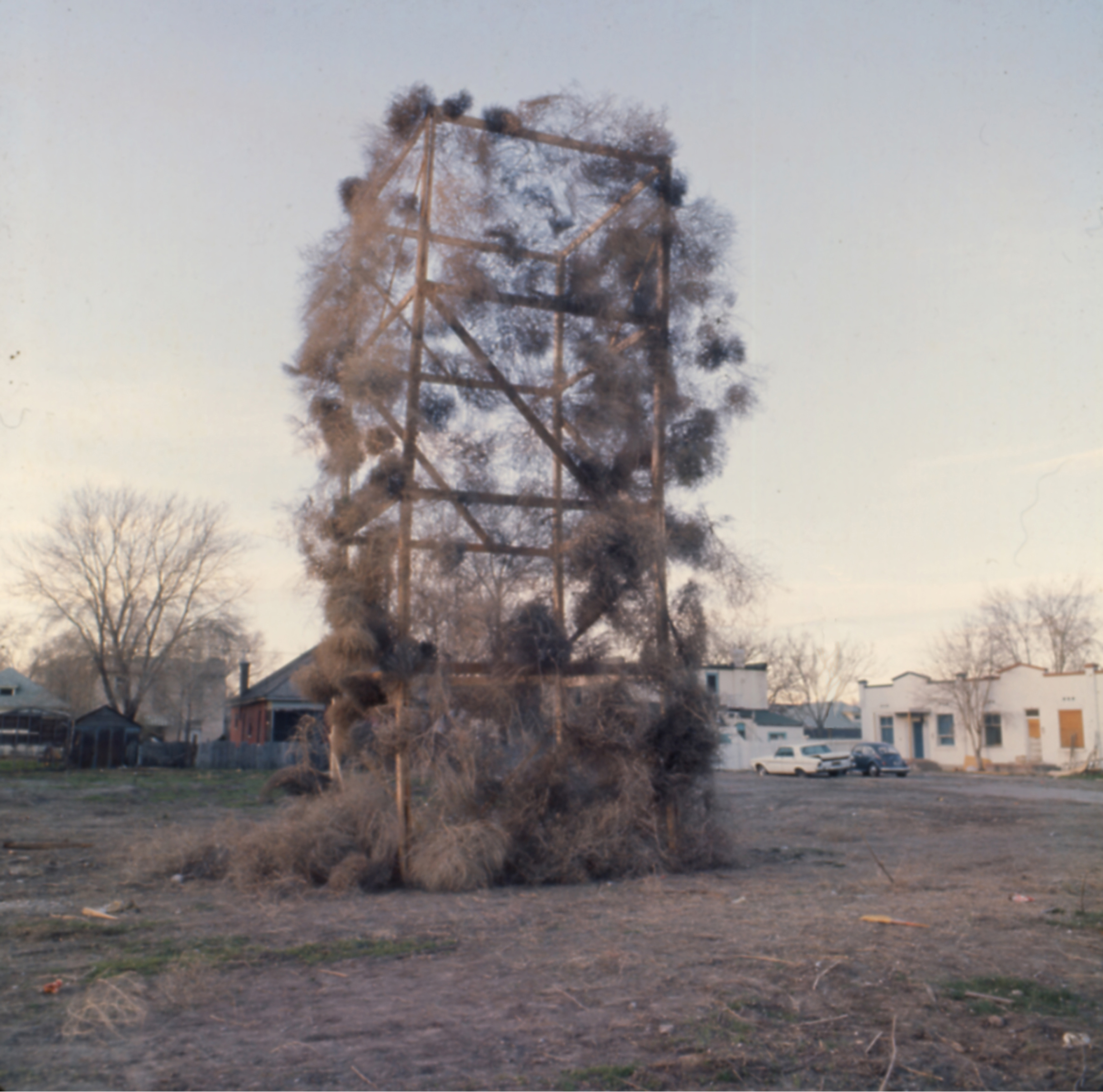
O instalație pentru tufișuri rostogolitoare (Tumbleweeds Catcher) în Salt Lake City, 1972.

În botanică, tufișul rostogolitor, numit uneori și tufiș alergător sau nor de deșert, este o parte structurală a anatomiei supraterane a mai multor specii de plante, un diasfor care, odată maturizat și uscat, se desprinde de rădăcina sau tulpina sa și se rostogolește datorită forței vântului. În majoritatea acestor specii, tufișul alergător este în realitate întreaga plantă în afară de sistemul de rădăcină, dar în unele plante, un fruct sau o inflorescență ar putea servi acestă funcție.
În afară de sistemul vascular primar și rădăcinile sale, țesuturile structurii tufișului rostogolitor sunt moarte; Moartea lor este funcțională, deoarece este necesar ca structura să se degradeze treptat și să se destrame, astfel încât semințele sau sporii săi să poată ieși în timpul rostogolirii sau să germineze după ce semințele s-au pus într-un loc umed. În unele cazuri, multe specii de tufișuri rostogolitoare se deschid mecanic, eliberându-și semințele pe măsură ce se umflă atunci când absorb apă.

## Plante ce creează tufișuri alergătoare
Această strategie de diseminare este neobișnuită în rândul plantelor; majoritatea speciilor își dispersează semințele prin alte mecanisme. Multe plante sunt specii ruderale, oportunistice sau buruieni agricole. Tufișurile rostogolitoare se pot găsi în următoarele specii:
- Amaranthaceae (acum incluzând Chenopodiaceae)
- Amaryllidaceae
- Asphodelaceae
- Asteraceae
- Brassicaceae
- Boraginaceae
- Caryophyllaceae
- Fabaceae
- Lamiaceae
- Poaceae

## Simbolism
Asocierea tufișului rostogolitor cu genul filmelor Western a dus la o semnificație extrem de simbolică în media vizuală. A ajuns să reprezinte locații părăsite, aride și adesea lipsite de viață, cu puțini sau fără ocupanți. O utilizare obișnuită este atunci când personajele întâlnesc un loc abandonat sau cu aspect neplăcut: un astfel de tufiș se poate vedea uneori rostogolindu-se, adesea însoțit de sunetul unui vânt uscat, gol. Un tufiș alergător trecând între două personaje poate fi, de asemenea, folosit pentru a accentua tensiunea într-un duel sau standoff în stil Western.
Ca și sunetul greierelor, poate fi folosit pentru a marca o liniște incomodă care se lasă după o glumă proastă sau un personaj care face altfel o declarație absurdă, cu sunetul menționat anterior al vântului și al plantei trecând pe fundal.

## Legături externe
- Video care arată o deplasare masivă de tufișuri în deșertul Mojave.
- en Howard, Brian Clark (17 decembrie 2015). „Watch a Plague of Tumbleweeds Blow Across the West”. National Geographic.